# Twin Method
Twin Method fue una banda de metal alternativo fundada en Liverpool, Inglaterra.
Se anunció que la banda firmó con Crash Music Inc. el 3 de febrero de 2006. 
El primer álbum de Twin Method The Volume of Self fue lanzado el 13 de junio de 2006, producido por el exguitarrista de Machine Head/Soulfly Logan Mader. El vídeo musical para el sencillo del álbum, "The Abrasive", fue dirigido por Danny Roew en Hollywood. La banda tenía seis miembros, integrada por 4 hermanos de la familia Carter y las adiciones de Deen y Yan.
Ha realizado giras con artistas como Medication, Drowning Pool en su tour de 2006 por Estados Unidos, American Head Charge en su European Occupation Tour de 2006, Soil, Type O Negative, Five Finger Death Punch, Bloodsimple y en 2007 formaron parte de la alineación de Korn y Evanescence en el Family Values Tour. El grupo también estuvo de gira con Type O Negative y con el ganador de eurovisión Lordi en el "Halloween Tour" de 2008. Esta fue la última gira de Type O Negative con la línea completa, antes de que Peter Steele falleciera en 2010.
Twin Method se dividió a principios de 2009 antes de grabar su segundo álbum.

## Miembros
- Deen Dean (Red) – guitarra, producción, composición
- Adam Carter (Purple) – batería
- Ioannis Lamberti (Blue) – voces limpias, producción, composición
- Jason Potticary (Green) – voces duras, producción
- Matt Carter (Orange) – bajo
- Robin Carter (White) – programación, coros

## Discografía

### Álbum
- The Volume of Self (2006)

### Sencillo
- The Abrasive (2006)